# Rosellinia minor
Rosellinia minor är en svampart som först beskrevs av Franz Xaver von Höhnel, och fick sitt nu gällande namn av S.M. Francis 1986. Rosellinia minor ingår i släktet Rosellinia och familjen kolkärnsvampar.   Inga underarter finns listade i Catalogue of Life.